# Diòcesi suburbicària
Les set diòcesis suburbicàries són les diòcesis de l'Església Catòlica localitzades als suburbis de Roma, reservades per als més alts cardenals. Les seus són sufragànies de la diòcesi de Roma i constitueixen amb ella la província eclesiàstica romana.
Un cardenal bisbe és nomenat bisbe titular per a cadascuna de les seus episcopals suburbicàries, les quals han variat molt poc a la història, i continuen sent aquestes:
- Bisbat suburbicari d'Òstia
- Bisbat suburbicari d'Albano
- Bisbat suburbicari de Frascati
- Bisbat suburbicari de Palestrina
- Bisbat suburbicari de Porto-Santa Rufina
- Bisbat suburbicari de Sabina-Poggio Mirteto
- Bisbat suburbicari de Velletri-Segni

Des del 1150 la seu d'Òstia es va unir amb la de Velletri i posteriorment fou conferida al degà del Col·legi Cardenalici, addicionant-la a la seva altra seu suburbicària, d'acord amb allò disposat pel papa Pius X al motu proprio Edita a Nobis l'abril de 1914. El degà és escollit per i d'entre els sis cardenals-bisbges de les diòcesis suburbicàries amb l'aprovació del Papa.
Des del motu proprio del papa Joan XXIII denominat Suburbicariis sedibus del 15 d'abril de 1962, sis de les diòcesis tenen els seus propis bisbes diocesans, amb l'excepció d'Òstia que fou unida a la diòcesi de Roma i és administrada pel cardenal vicari general de Roma. Els cardenals-bisbes ja no governen les seus suburbicàries, tot i que encara prenen formalment possessió de la diòcesi de manera anàloga a la presa de possessió que els cardenals sacerdots i diaques realitzen al títol de la seva església o diaconia, sense que això impliqui cap assumpció de jurisdicció, car els bisbes diocesans exerceixen la jurisdicció ordinària.
| «                       | VI. Quandoquidem suburbicariae sedes haud dissimilibus premi videntur negotiis ac Romana dioecesis, cuius olim ad districtum pertinebant, mandamus ut unum cum eadem Romana dioecesi constituant coetum seu Conferentiam, quam vocant; ita ut Episcopi: Albanensis, Ostiensis, Portuensis et Sanctae Rufinae, Praenestinus, Sabinensis et Mandelensis, Tusculanus, et Veliternus apud Cardinalem Urbis Vicarium, iuxta normas de Italicis Episcoporum conventibus editas, rite conveniant. Cum autem de Cardinalium Episcoporum, qui nunc dioeceses suburbicarias regunt, iuribus nihil detrahere velimus, decernimus, ut haec omnia vim suam deinceps exserant, postquam unaquaeque harum vacabit ecclesia. | » |
| — Suburbicariis sedibus | |   |

La catedral de la diòcesi d'Albano es troba al lloc de la basílica ordenada construir per l'emperador Constantí I el Gran. La diòcesi de Frascati és l'antiga Tusculum i dins dels seus límits hi ha l'abadia italogrega de Santa Mariad e Grottaferrata. La diòcesi de Sabina es va formar per la unió de les antigues diòcesis de Santa Maria a Vescovio, Coreste i Mentana.